# Куличиний Південний (острів, Київ)
Острів Куличиний Південний - малий острів на захід від острова Тополевий у Голосіївському районі м. Києва, географічні координати: 50.354557, 30.580135, площа 0,33 га.

## Формування
Куличиний Південний - кулястий досить молодий острівець, на детальній мапі 1960 р. він не показаний. Острів є результатом відкладення матеріалу довгої мілини між півостровом Гострий та колишньою верхівкою острова Чернечий – пізнішим островом Тополевий. На лоції 1982 р. ця мілина показана у вигляді видовженого острівця. На мапі 1992 р. цей острівець вже розмитий на дрібніші острівці.  На фрагменті детального плану території Києва 1990-х рр.  цей острів зазначено на захід від острова Тополевого. 

## Природа
Його верхівка вкрита заростями білої верби, навколо острова розвинена щільна прибережно-водна, а по краю водна рослинність. 

## Охорона
Острів включений  до заповідної зони регіонального ландшафтного парку «Дніпровські острови». Острів має увійти до заповідної зони національного природного парку «Дніпровські острови».